# Niall McGinn
Niall McGinn (ur. 20 lipca 1987 w Dungannon) – piłkarz pochodzący z Irlandii Północnej. Gra w Aberdeen